# Roland Boyes
Roland Boyes (* 12. Februar 1937 in Holmfirth, Huddersfield, Yorkshire; † 16. Juni 2006 in Peterlee, County Durham) war ein britischer Politiker der Labour Party, der unter anderem zwischen 1979 und 1984 Mitglied des 1. Europäischen Parlamentes sowie von 1983 bis 1997 Abgeordneter des Unterhauses (House of Commons) war.

## Leben
Roland Boyes, Sohn eines LKW-Fahrers, begann nach dem Besuch des Wooldale Infant and Junior School und des Penistone Grammar School ein Chemiestudium an der University of Leicester, welches er jedoch nach einem Jahr abbrach. Nach einem darauf folgenden Studium am Coventry Teachers Training College unterrichtete er 13 Jahre lang als Mathematiklehrer an weiterführenden Schulen. In der Zwischenzeit absolvierte er berufsbegleitend ein postgraduales Studium der Wirtschaftswissenschaften an der University of Bradford, welches er mit einem Master beendete, und war von 1975 bis 1979 stellvertretender Direktor für soziale Dienste beim Durham County Council, dem Rat der Grafschaft Durham.
Bei der Europawahl am 7. Juni 1979 wurde Boyes für die Labour Party zum Mitglied des 1. Europäischen Parlamentes gewählt und gehörte diesem vom 17. Juli 1979 bis zum 23. Juli 1984 an. Er schloss sich der Sozialistischen Fraktion an und war zwischen dem 20. Juli 1979 und dem 23. Juli 1984 Mitglied des Ausschusses für soziale Angelegenheiten und Beschäftigung sowie später vom 11. April 1983 bis zum 23. Juli 1984 zusätzlich Mitglied der Delegation für die Beziehungen zu den Vereinigten Staaten.
Boyes wurde bei der Unterhauswahl am 9. Juni 1983 für die Labour Party im neu geschaffenen Wahlkreis Houghton and Washington erstmals zum Abgeordneter des Unterhauses (House of Commons) gewählt und gehörte diesem nach seinen Wiederwahlen am 11. Juni 1987 und am 9. April 1992 bis zum 1. Mai 1997 an. Der Wahlkreis wurde daraufhin von Fraser Kemp übernommen. Während seiner Unterhauszugehörigkeit war er unter anderem zwischen 1985 und 1988 stellvertretender Umweltsprecher und von 1988 bis 1992 stellvertretender Verteidigungssprecher der Fraktion der Labour Party.
Aus seiner 1962 geschlossenen Ehe mit Patricia James gingen zwei Söhne hervor.